# Handbuch des Schachspiels
Handbuch des Schachspiels(체스 핸드북)은 체스 서적으로, 1843년에 타실로 폰 하이데브란트 운트 데어 라자에 의해 처음 출판되었다. 이 책은 체스 경기에 대한 종합 참고 서적이었고, 수십 년 동안 오프닝 이론에 대한 가장 중요한 참고 자료 중 하나였다. 이 핸드북은 파울 루돌프 폰 빌게어의 프로젝트였는데, 그는 폰 데어 라자와 함께 베를린 체스 클럽과 나중에 베를린 플레이아데스라고 불리는 영향력 있는 체스 마스터 그룹의 일원이었다. 빌게르는 작업이 초기 단계에 있을 때인 1840년에 사망했다. 폰 데어 라자가 프로젝트를 완료하고 출판했으며, 그의 친구 폰 빌게르만이 저자로 명시되었다. 이 책에는 당시 알려진 모든 오프닝 변형에 대한 종합적인 분석과 체스 역사 및 문헌에 대한 섹션이 포함되어 있었다.

## 판본
폰 데어 라자는 네 가지 추가 판본(1852, 1858, 1864, 1874)을 준비했다. 여섯 번째 판본(1880)은 콘스탄틴 슈베데가, 일곱 번째 판본(1891)은 에밀 샬롭이 루이 파울센의 도움을 받아 준비했다. 1910년에 에마누엘 라스커와 세계 챔피언십에서 무승부를 기록했던 칼 슐레흐터가 여덟 번째이자 마지막 판본을 준비했다. 1912년부터 1916년 사이에 11부로 출판되었으며 총 1,040페이지에 달했고 루돌프 슈필만, 지그베르트 타라시, 리하르트 타이히만의 기여가 포함되었다. 국제 마스터 윌리엄 하트스턴은 이 책을 "아마도 체스 지식 전체를 단일 권으로 성공적으로 담아낸 마지막 대단한 작품"이라고 불렀다.

## Works cited
- 후퍼, 데이비드 & 케네스 와일드 (1996), 〈Handbuch〉, 《The Oxford Companion To Chess》, Oxford University, ISBN 0-19-280049-3
- 핸드북, 1판 (1843), 바이에른 주립 도서관의 디지털화된 사본